# John Cox Dillman Engleheart
Pour les articles homonymes, voir Engleheart.
John Cox Dillman Engleheart (1782/84 - 1862) est un miniaturiste anglais du XIXe siècle. Il est le neveu et l'élève de George Engleheart (1752-1829).

## Biographie

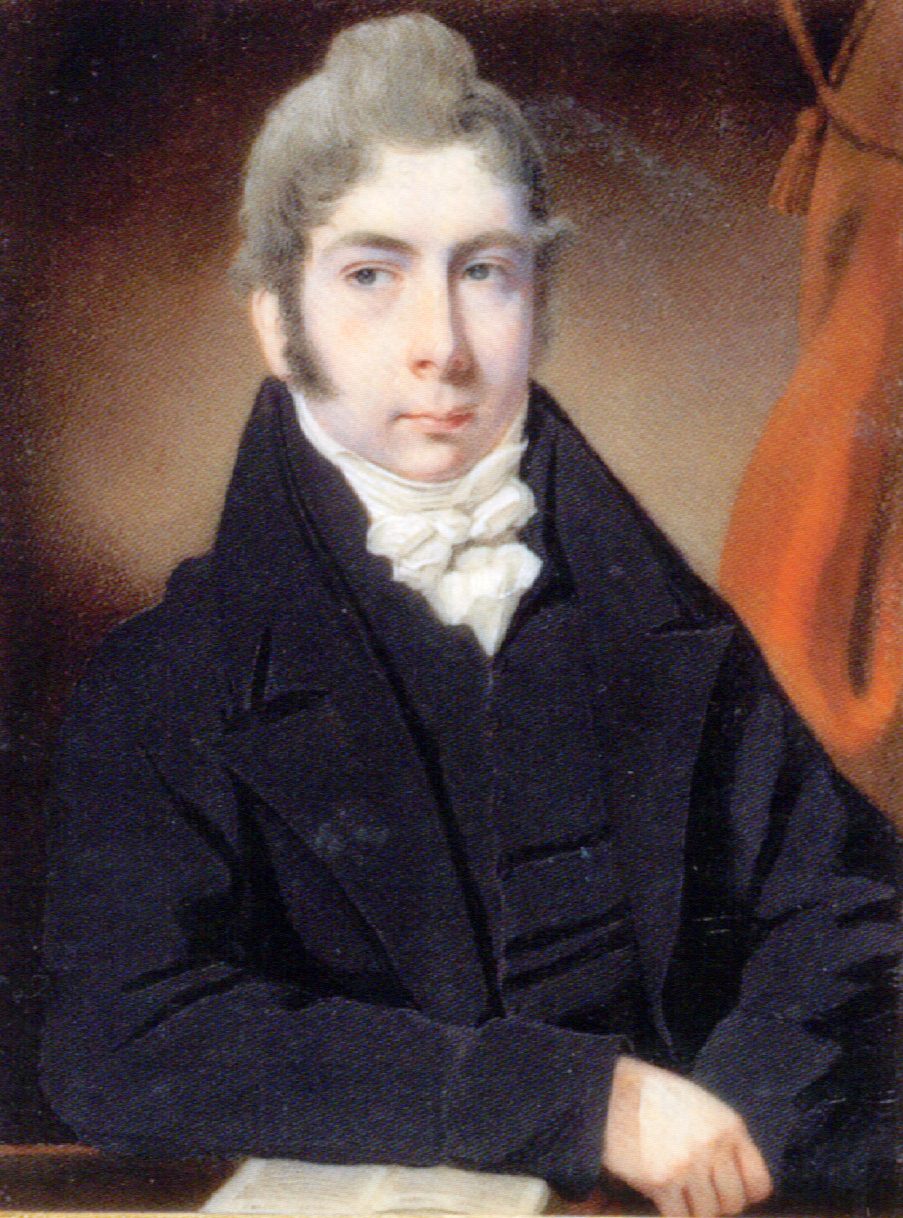
Portrait de Mr. E.H. Boillie(1811)
J.C.D. Engleheart (1784-1862)

John Engleheart vient se former dans l'atelier de son oncle dès l'âge de quatorze ans.
En 1801, il expose 157 œuvres à l'Académie royale. Son travail est propre, méticuleux, qui lui vaut une certaine notoriété à l'époque. Malheureusement, des revers de santé le contraignent d'abandonner la carrière à l'âge de 44 ans.
Il habite un certain temps Thunbridge Wells et décède en 1862, à l'âge de soixante huit ans.

## Galerie

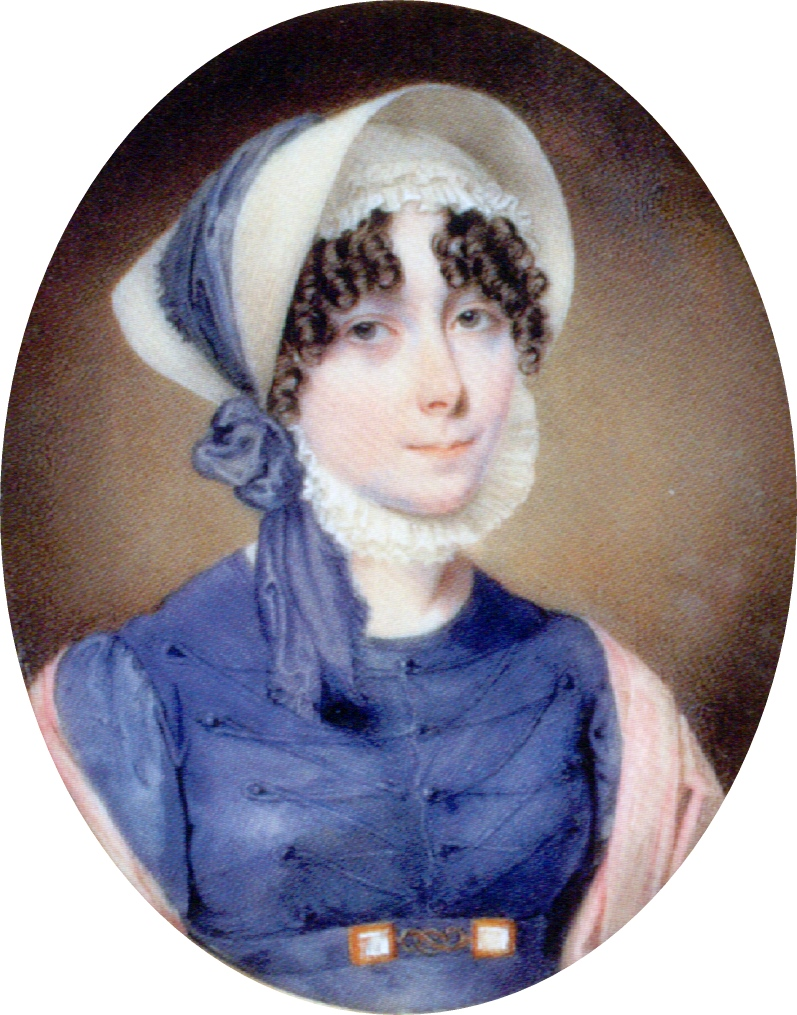
Portrait d'une jeune inconnue[3] par John Cox Dillman Engleheart (1784-1862)
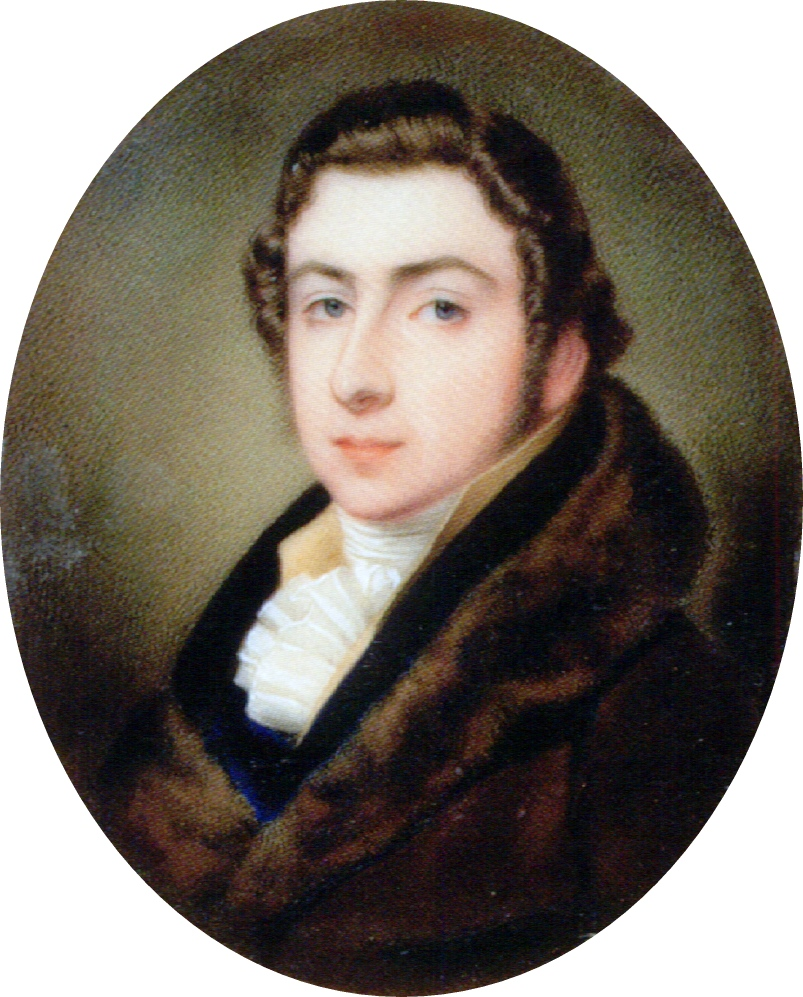
Portrait d'un inconnu[4] par John Cox Dillman Engleheart (1784-1862)
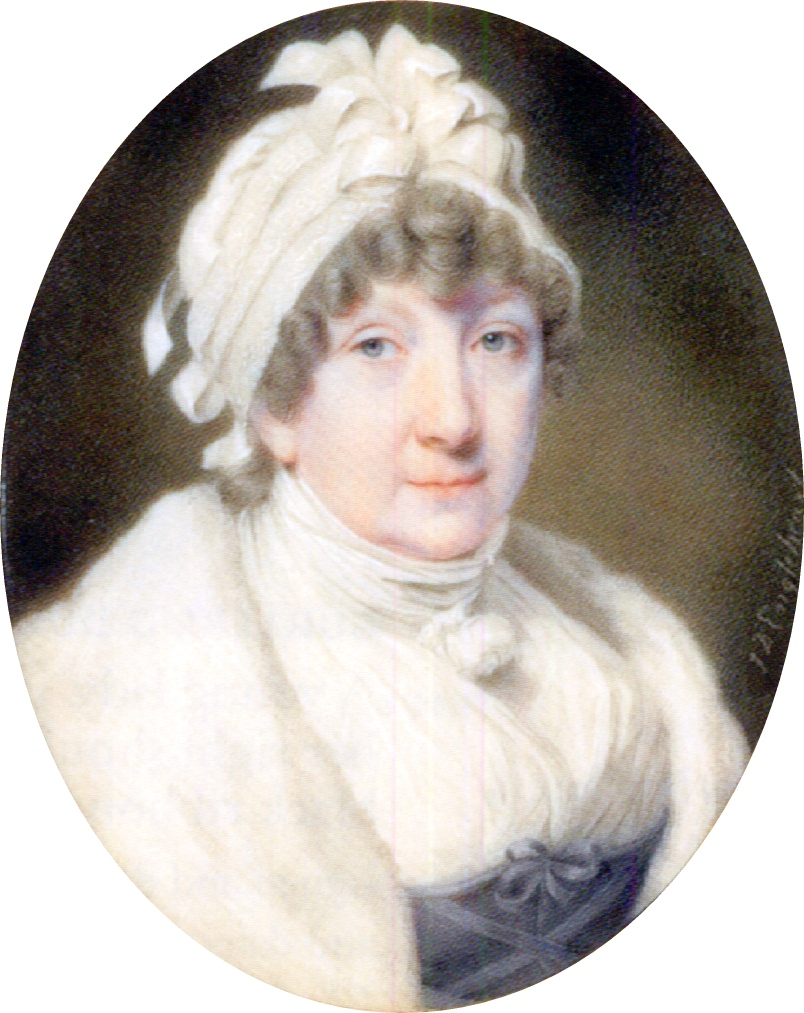
Portrait de Mme Alexander Baillie[5] par John Cox Dillman Engleheart (1784-1862)
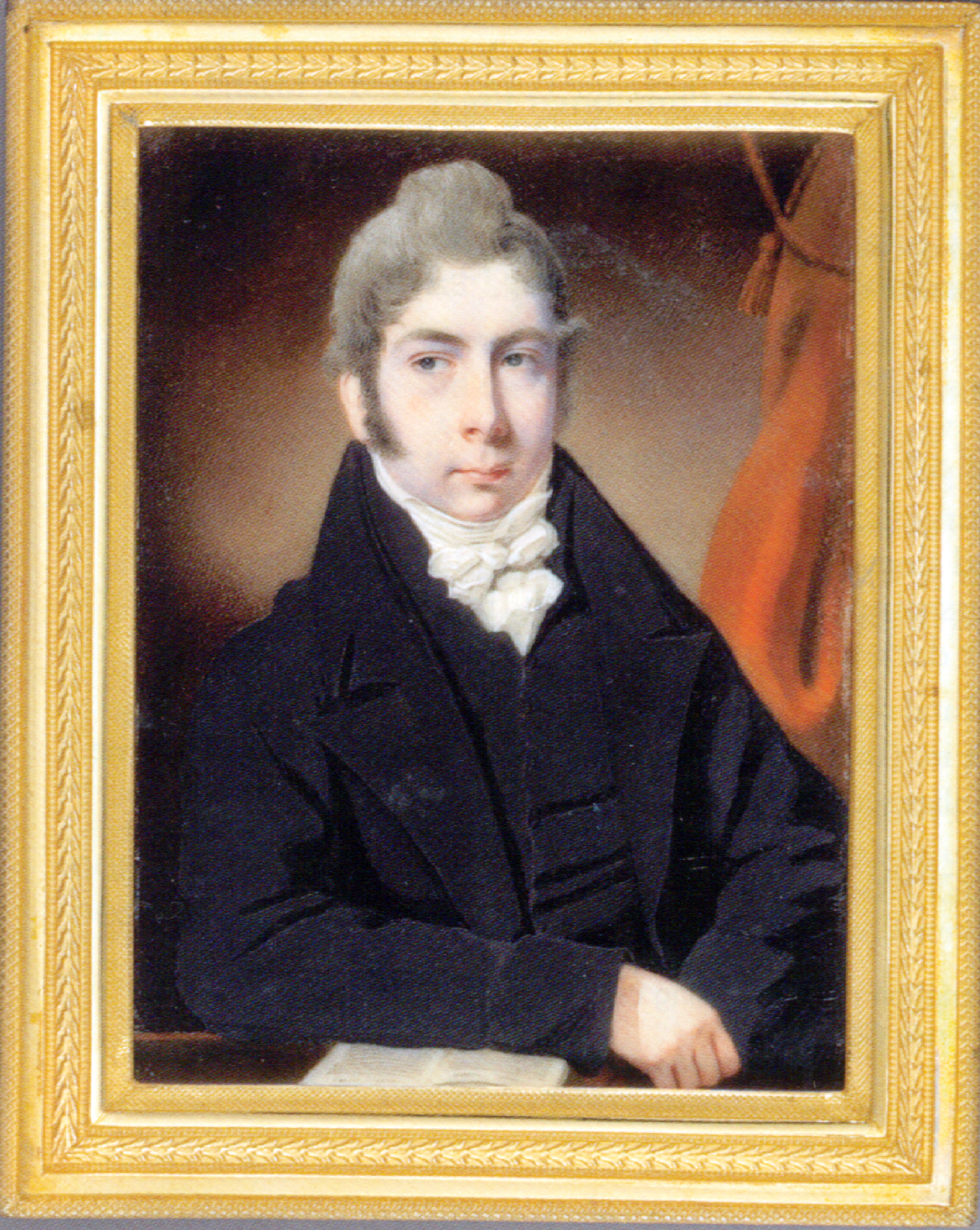
Portrait de Mr. E.H. Boillie[6] par John Cox Dillman Engleheart (1784-1862